# Зеленобірська сільська рада (Білорусь)
Зеленобірська сільська рада (біл. Зялёнаборскі сельсавет) — адміністративно-територіальна одиниця в складі Смолевицького району розташована в Мінській області Білорусі. Адміністративний центр — Зелений Бір.
Заболотська сільська рада розташована в центральній частині Білорусі, і в центрі Мінської області орієнтовне розташування — супутникові знимки [Архівовано 6 квітня 2013 у WebCite], на схід від районного центру Смолевичів.
До складу сільради входять 3 населені пункти:
- Зелений Бір • Острови • Святе.